# جامعة المعارف (العراق)
جامعة المعارف هي أول جامعة أهلية أسست في محافظة الأنبار - العراق، و سادس جامعة اهلية على مستوى العراق حيث أسست عام 1993م. و تقع في مدينة الرمادي  مركز محافظة الانبار

## نبذة عن الكلية
مُنحت كلية المعارف الجامعة الاعتبار والاعتراف الرسمي من قبل وزارة التعليم العالي والبحث العلمي في العراق بأمرها المرقم (561) في 18/ ربيع الثاني/ 1414هـ الموافق 4/ 10/ 1993م.
والمناهج والمفردات المعتمدة في الكلية هي نفسها التي تدرس في الجامعات الرسمية
وتعتمد الكلية النظام– الفصلي – وكذلك التقويم الجامعي المقر من قبل الوزارة من حيث بدء الدوام وانتهاؤه، إلا إن تمويلها ذاتي تعتمد ماليا على الأقساط الدراسية التي يدفعها الطالب كل عام.
حصلت الموافقة على تغيير اسم كلية المعارف الجامعة إلى جامعة المعارف في 28 تموز 2024.

## موقع الكلية
كلية المعارف الجامعة هي جامعة أهلية عراقية تقع في محافظة الأنبار وتحديدا في المدخل الشرقي لمدينة الرمادي.

## أقسام الدراسة في الجامعة
- اللغة العربية: https://uoa.edu.iq/arabic-dept/
- القانون:
- العلوم المالية والمصرفية: https://uoa.edu.iq/finance-dept/
- اللغة الإنكليزية: https://uoa.edu.iq/english-dept/
- علوم الحاسبات: https://uoa.edu.iq/cs-dept/
- هندسة تقنيات الحاسبات: https://uoa.edu.iq/computer-eng-dept/
- تقنيات المختبرات الطبية: https://uoa.edu.iq/med-labs-dept/
- التربية البدنية وعلوم الرياضة: https://uoa.edu.iq/sport-edu-dept/
- الهندسة المدني: https://uoa.edu.iq/civil-eng-dept/
- التمريض: https://uoa.edu.iq/nursing-dept/
- الصيدلة: https://uoa.edu.iq/pharmacy-dept/
- طب الأسنان:https://uoa.edu.iq/dentistry-department/
- هندسة الاجهزة الطبية: https://uoa.edu.iq/miet-dept/
- إدارة الأعمال: https://uoa.edu.iq/business-administration-dept

## شروط القبول
'''شروط القبول في الكلية'''
الموقع الرسمي للكلية: http://www.uoa.edu.iq
موقع الخريجين: https://alumni.uoa.edu.iq/
المنح الدراسية: https://uoascholarships.uoa.edu.iq/
مكتبة الكلية: http://lib.uoa.edu.iq/
مختبرات الكلية: http://lab.uoa.edu.iq/
الاستدامة: https://sustainability.uoa.edu.iq/

## صورة الكلية الجامعة
على هذا الرابط https://uoa.edu.iq/gallery/

## اخبار واعلانات الكلية
على هذا الرابط https://uoa.edu.iq/news/
على هذا الرابط https://uoa.edu.iq/news/
الندوات والأنشطة: https://uoa.edu.iq/category/activities/